# Wapen van Haskerland

Het wapen van Haskerland

Het wapen van Haskerland werd op 25 maart 1818 per besluit door de Hoge Raad van Adel aan de Friese gemeente Haskerland bevestigd. Vanaf 1984 is het wapen niet langer als gemeentewapen in gebruik omdat de gemeente Haskerland grotendeels opging in de gemeente Skarsterlân. In het wapen van Skarsterlân keert het haasje in andere kleuren terug. Nadat Skarsterlân in 2014 op haar beurt opging in de gemeente De Friese Meren werd in het wapen van De Friese Meren het haasje opgenomen, ook omdat deze eveneens voorkwam in het wapen van Gaasterland-Sloten.

## Blazoenering
De blazoenering van het wapen luidt als volgt:
Van lazuur, beladen met een lopende haas in zijn natuurlijke kleur, op een groene grond. Het schild gedekt met een kroon van goud.

## Verklaring
Hoewel Haskerland oorspronkelijk verwijst naar haske, een grassoort, wordt door de bevolking uitgegaan dat het van het Friese haske komt, dat haasje betekent.

## Verwante wapens

Wapen van Skarsterlân
Wapen van De Friese Meren
Het wapen van Hasker Veenpolder

Aengwirden
· Baarderadeel
· Barradeel
· Het Bildt
· Bolsward
· Boornsterhem
· Dokkum
· Dongeradeel
· Doniawerstal
· Ferwerderadeel
· Franeker
· Franekeradeel
· Gaasterland
· Gaasterland-Sloten
· Haskerland
· Hemelumer Oldeferd
· Hennaarderadeel
· Hindeloopen
· Idaarderadeel
· IJlst
· Kollumerland en Nieuwkruisland
· Leeuwarderadeel 
· Lemsterland
· Littenseradeel
· Menaldumadeel
· Nijefurd
· Oostdongeradeel
· Rauwerderhem
· Schoterland
· Skarsterlân
· Sloten
· Sneek
· Stavoren
· Utingeradeel
· Westdongeradeel
· Wonseradeel
· Workum
· Wymbritseradeel